# Acer pictum
Acer pictum é uma espécie de árvore do gênero Acer, pertencente à família Aceraceae.